# Elman Rustamov
Elman Rustamov (en azéri : Elman Sirac oğlu Rüstəmov, né le 29 juin 1952, district de Jabrayil, république socialiste soviétique d'Azerbaïdjan, Union soviétique) est un conseiller du Premier ministre de la république d'Azerbaïdjan, ancien président de la Banque centrale d'Azerbaïdjan et ancien président de la Fédération azerbaïdjanaise des échecs.

## Biographie
Elman Sirac oghlu Rustamov est né en 1952 dans la région de Jabrayil. En 1973, il est diplômé de l'Institut azerbaïdjanais d'économie nationale du nom de D. Bunyadzade avec un diplôme spécialisé en « planification de l'économie nationale ». Il commence sa carrière en 1973 en tant qu'économiste à l'Institut de recherche en économie du Comité national de planification de la RSS d'Azerbaïdjan. De 1975 à 1978, il poursuit ses études à l'école doctorale.
Candidat en sciences économiques depuis 1986. De 1990 à 1992, il étudie pour un doctorat à Moscou.
En 1993, il obtient le diplôme de docteur en sciences économiques. Il est l'auteur de nombreux articles et publications scientifiques sur l'économie, la finance et la banque.

## Activité
- De 1978 à 1980, il travaille comme chef du département économique du syndicat de production Bakou Zarif-Mahud du ministère de l'Industrie légère de la RSS d'Azerbaïdjan. De 1980 à 1990, il travaille comme économiste principal et chef de département à l’Institut de recherche en économie.
- De 1991 à 1992, il travaille comme conseiller principal du cabinet du président de la république d'Azerbaïdjan. En décembre 1992, il est nommé premier vice-président du conseil d'administration de la Banque nationale de la république d'Azerbaïdjan.
- En janvier 1995, par ordre du Président de la république d'Azerbaïdjan, il est nommé président du conseil d'administration de la Banque nationale de la république d'Azerbaïdjan[2].
- Le 28 avril 2000, le 11 avril 2005, le 6 avril 2010, le 9 avril 2015 et le 16 avril 2020, Elman Rustamov est nommé au Comité central de la république d'Azerbaïdjan pour une période de 5 ans, il est nommé membre et président du conseil d'administration de la banque.
- Le 11 avril 2022, selon la présentation du président de la république d'Azerbaïdjan Ilham Aliyev, la question de l'exclusion d'Elman Rustamov du conseil d'administration de la Banque centrale de la république d'Azerbaïdjan a été discutée au Comité de politique économique, d'industrie et d'entrepreneuriat du Milli Majlis, et le projet a été approuvé et recommandé à la séance plénière.

Par arrêté du Premier ministre de la république d'Azerbaïdjan, Ali Asadov, en date du 13 avril 2022, Elman Rustamov est nommé conseiller du Premier ministre.